# Politisk asyl
Politisk asyl er en beskyttelse som en stat kan give til personer, som har en velgrundet frygt for forfølgelse på grund af deres politiske holdninger i deres hjemland. Asylet kan gives hvis personer opholder sig på den nations territorium, ambassade eller om bord på flådefartøjer under nationens flag.
Ifølge Flygtningekonventionen af 1951, skal udtrykket flygtning bruges om enhver person, "der på grund af begivenheder, indtrådt inden den 1. januar 1951, og som følge af en velgrundet frygt for forfølgelse på grund af sin race, religion, nationalitet, sit tilhørsforhold til en særlig social gruppe eller sine politiske anskuelser befinder sig udenfor det land, i hvilket han har statsborgerret, og som ikke er i stand til – eller på grund af sådan frygt, ikke ønsker – at søge dette lands beskyttelse".